# Straßenkühlung
Straßenkühlungen sind eine Technik, um den Straßenoberbau ganzer Straßen, besonderer Straßenabschnitte oder von Parkplätzen im Sommer zu kühlen. Durch den Einsatz von Straßenkühlungssystemen können hitzebedingte Schäden am Asphalt, wie zum Beispiel die Spurrinnenbildung, reduziert werden. Die bei der Kühlung entzogene Wärmeenergie kann gespeichert und im Winter zur Beheizung der Straße verwendet werden. Außerdem ist es möglich, die Wärme direkt weiterzuverwenden, beispielsweise zur Brauchwassererhitzung in naheliegenden Gebäuden. Steht diese Anwendung im Vordergrund, wird in Anlehnung an herkömmliche Sonnenkollektoren oft auch von Asphaltkollektoren gesprochen.

## Technische Umsetzung

### Funktionsweise
Asphalt heizt sich im Sommer, begünstigt durch seine dunkle Farbe, bei Sonneneinstrahlung auf über 60 °C auf. Zur Nutzung dieser Wärmeenergie und der damit verbundenen Kühlung werden in einigen Zentimetern Tiefe in Schleifen verlegte Kunststoffrohre in den Asphalt gebettet, durch die kaltes Wasser gepumpt wird. Das Wasser entzieht dem Asphalt einen Teil der Wärme und führt sie ab.
Die Speicherung der Wärme kann im Erdreich mit Hilfe von Erdwärmesonden erfolgen. Dazu werden Bohrungen bis in 250 m Tiefe nötig.
Die direkte Nutzung des warmen Wassers bietet sich hingegen an, wenn Gebäude oder Anlagen in der Nähe einen entsprechend großen Bedarf aufweisen. Sinnvoll kann zum Beispiel die Kühlung eines großen Parkplatzes sein, mit dessen Wärme Brauchwasser für Büro- und Geschäftsgebäude erhitzt wird.

### Lebensdauer des Asphalts
Asphaltbeläge weisen durch das Bindemittel Bitumen die Eigenschaft auf, bei tiefen Temperaturen immer härter und spröder zu werden. Bei sehr hohen Temperaturen hingegen wird Asphalt immer weicher und es können plastische Verformungen auftreten, wie beispielsweise Spurrinnen. Durch eine Straßenkühlung werden die Wärmespitzen des Asphalts im Sommer reduziert, sodass die kritischen Temperaturen, bei denen sich starke Verformungen einstellen können, nicht erreicht werden. Die Lebensdauer einer Straße kann deshalb durch eine Kühlung verlängert werden.

### Energiebilanz
Hersteller entsprechender Anlagen beziffern die erzielbare Wärmeleistung mit 270 kWh pro Jahr und Quadratmeter Asphaltfläche. Moderne Solarthermieanlagen erzielen in etwa die doppelte Leistung, allerdings werden die Kosten der Straßenkühlung auf ein Zwölftel einer Solarthermieanlage geschätzt.
Zum Betrieb der Pumpen wird elektrischer Strom benötigt, dem jedoch ein erheblich größerer Wärmegewinn entgegensteht. Mit einem Kilowatt Strom können laut Herstellerangaben 25 Kilowatt Wärme gewonnen werden.